# Maniola herta
Maniola herta är en fjärilsart som beskrevs av Heinrich 1909. Maniola herta ingår i släktet Maniola och familjen praktfjärilar. Inga underarter finns listade i Catalogue of Life.